# John Austrheim
John Austrheim (ur. 10 października 1912 w Gloppen, zm. 13 kwietnia 1995) – norweski polityk; działacz partii Senterpartiet, która do 1959 partia nosiła nazwę Bondepartiet (Partia Chłopska).
Od 1955 do 1962 sprawował urząd burmistrza Gloppen. W latach 1961–1977 pełnił mandat deputowanego do Stortingu. Był ministrem transportu i komunikacji (1972-1973). Od 1967 do 1973 pełnił funkcję przewodniczącego Senterpartiet.